# Calopteryx taurica
Calopteryx taurica är en trollsländeart som beskrevs av Selys 1853. Calopteryx taurica ingår i släktet Calopteryx och familjen jungfrusländor. Inga underarter finns listade i Catalogue of Life.